# Mel Leven
Mel Leven (též Melville A. Leven, 11. listopadu 1914, Chicago, Illinois – 17. prosince 2007, Studio City, Kalifornie) byl americký hudební skladatel, který komponoval pro filmovou společnost Disney.

## Filmografie
- 1951: The Lady Says No
- 1958: Sing Boy Sing
- 1959: Noah's Ark
- 1961: 101 dalmatinů (One Hundred and One Dalmatians)
- 1961: Babes in Toyland
- 1967: Scrooge McDuck and Money (krátkometrážní)
- 1967: The Adventures of Bullwhip Griffin